# Gerard W. Teague
Gerard Warren Teague (* 3. März 1885 in Crediton, Devon, England; † 28. September 1974 in Montevideo, Uruguay) war ein britischer Ichthyologe, Herpetologe und Amateurbotaniker, der einen großen Teil seines Lebens in Uruguay lebte und arbeitete.

## Leben
Über Teagues Leben ist nur wenig bekannt. Er kam 1933 nach Uruguay, um für die Midland Uruguay Railway zu arbeiten. 1937 wurde er dort zum Generaldirektor ernannt. Er lebte in Paysandú, wo er als britischer Vizekonsul tätig war. Teague trat 1935 dem Museo Nacional de Historia Natural de Uruguay bei, wo er als ehrenamtlicher Mitarbeiter tätig war.
1933 begann die umfassende Erforschung der Ichthyofauna des Río Uruguay. Federico de Medina führte Sammlungen im Departamento Paysandú durch und schickte die Exemplare an Garibaldi José Devincenzi, dem damaligen Direktor des Museo Nacional de Historia Natural de Uruguay. Im Jahr 1939 führte Gerard Teague mehrere Sammelexpeditionen in dieser Region durch. Die Aufzeichnungen und unterschiedlichen Merkmale der 83 gefangenen Arten wurden zusammen mit einigen biologischen Beobachtungen unter dem Titel Ictiofauna del Rio Uruguay medio in den Anales del Museo Nacional de Historia Natural de Montevideo Devincenzi & Teague, 1942 zusammengestellt. Weitere von ihm veröffentlichte Schriften umfassen unter anderenen The Sea-Robins of America. A revision of the triglid fishes of the genus Prionotus (1951), Aves del litoral uruguay o. Observaciones sobre las av es indígenas y migratorias del orden Charadriiformes (chorlos, gaviotas, gaviotines y sus congéneres) que frecuentan las costas y esteros del litoral del Uruguay (1955), The armored sea-robins of America. A revision of the American species of the family Peristediidae (1961) sowie Plants of Central Paraguay (1965).
Teague war ein Förderer des Museums und spendete einen bedeutenden bibliografischen Bestand. Darüber hinaus finanzierte er zahlreiche Publikationen. 1952 überreichte er dem Herbarium eine Sammlung von 750 Pflanzen aus Paraguay. 1953 erhielt er eine Aufenthaltserlaubnis für die Vereinigten Staaten. Zwischen 1960 und 1961 lebte er in Lissabon (Portugal) und Vieux-Québec (Kanada), bevor er sich dauerhaft in Montevideo niederließ, wo er am 28. September 1974 starb.

## Dedikationsnamen
Nach Teague wurden die Fischarten Trachelyopterus teaguei (Devincenzi, 1942) und Prionotus teaguei Briggs, 1956 benannt. 1964 widmete ihm Braulio Orejas-Miranda die Blindschlangenart Epictia teaguei. Miguel A. Klappenbach beschrieb 1964 die Schneckenart Olivancillaria teaguei.

## Erstbeschreibungen unter der Beteiligung von Gerard W. Teague
- Prionotus longispinosus Teague, 1951
- Peristedion ecuadorense Teague, 1961
- Peristedion antillarum Teague, 1961